# Herrarnas K-1 i slalom i kanotsport vid olympiska sommarspelen 2024
Herrarnas K-1 i slalom i kanotsport vid olympiska sommarspelen 2024 hölls den 30 juli och 1 augusti 2024 på Stade nautique de Vaires-sur-Marne i Vaires-sur-Marne i Frankrike.
 
I kanotslalomens K-1 (eng: kayak single) används ett format med tre omgångar: kvalomgång, semifinal och final. I kvalomgången kördes två åk, där det bästa åket räknades och de 20 främsta gick vidare till semifinal. Där åkte varje idrottare en gång och de 12 bästa gick vidare till final. Där kördes ytterligare ett åk och den med bäst tid vann guld. Guldet togs av italienske Giovanni De Gennaro, silvret av franske Titouan Castryck och bronset togs av spanske Pau Echaniz. Den regerande olympiske mästaren Jiří Prskavec kom på åttonde plats.

## Program
Alla tider är centraleuropeisk sommartid (UTC+2):
| Datum          | Tid         | Omgång          |
| -------------- | ----------- | --------------- |
| 30 juli 2024   | 16:00       | Kvalheats       |
| 1 augusti 2024 | 15:30 17:30 | Semifinal Final |

## Resultat
| Placering | Nr | Kanotist            | Nation           | Kvalomgång | Kvalomgång | Kvalomgång | Kvalomgång | Kvalomgång | Kvalomgång | Semifinal        | Semifinal        | Semifinal        | Final            | Final            | Final            |
| Placering | Nr | Kanotist            | Nation           | 1:a åket   | Str.       | 2:a åket   | Str.       | Bästa      | Plac.      | Tid              | Str.             | Plac.            | Tid              | Str.             | Plac.            |
| --------- | -- | ------------------- | ---------------- | ---------- | ---------- | ---------- | ---------- | ---------- | ---------- | ---------------- | ---------------- | ---------------- | ---------------- | ---------------- | ---------------- |
| 1         | 2  | Giovanni De Gennaro | Italien          | 88,46      | 2          | 85,34      | 0          | 85,34      | 3          | 93,47            | 2                | 8                | 88,22            | 0                | 1                |
| 2         | 6  | Titouan Castryck    | Frankrike        | 83,71      | 0          | 80,09      | 0          | 80,09      | 1          | 91,56            | 4                | 3                | 88,42            | 0                | 2                |
| 3         | 15 | Pau Echaniz         | Spanien          | 87,84      | 2          | 88,37      | 2          | 87,84      | 12         | 96,11            | 2                | 12               | 88,87            | 2                | 3                |
| 4         | 5  | Martin Dougoud      | Schweiz          | 86,30      | 0          | 138,24     | 52         | 86,30      | 6          | 93,07            | 0                | 7                | 89,44            | 0                | 4                |
| 5         | 3  | Joseph Clarke       | Storbritannien   | 136,89     | 50         | 85,62      | 2          | 85,62      | 4          | 89,51            | 0                | 1                | 89,82            | 0                | 5                |
| 6         | 11 | Jakub Grigar        | Slovakien        | 87,10      | 0          | 91,80      | 4          | 87,10      | 9          | 94,00            | 4                | 5                | 90,21            | 0                | 6                |
| 7         | 9  | Timothy Anderson    | Australien       | 88,37      | 0          | 85,78      | 2          | 85,78      | 5          | 94,95            | 2                | 10               | 90,90            | 2                | 7                |
| 8         | 1  | Jiří Prskavec       | Tjeckien         | 83,74      | 0          | 84,90      | 2          | 83,74      | 2          | 92,53            | 2                | 6                | 91,74            | 4                | 8                |
| 9         | 12 | Noah Hegge          | Tyskland         | 87,67      | 2          | 87,15      | 0          | 87,15      | 10         | 91,24            | 2                | 2                | 93,73            | 4                | 9                |
| 10        | 7  | Felix Oschmautz     | Österrike        | 90,07      | 4          | 92,40      | 4          | 90,07      | 18         | 91,83            | 0                | 4                | 94,21            | 4                | 10               |
| 11        | 8  | Quan Xin            | Kina             | 87,23      | 0          | 89,80      | 2          | 87,23      | 11         | 95,95            | 2                | 11               | 94,75            | 2                | 11               |
| 12        | 16 | Isak Öhrström       | Sverige          | 89,43      | 2          | 135,55     | 50         | 89,43      | 15         | 94,69            | 2                | 9                | 147,39           | 52               | 12               |
| 13        | 13 | Mateusz Polaczyk    | Polen            | 87,89      | 0          | 139,58     | 52         | 87,89      | 13         | 98,49            | 6                | 13               | Gick inte vidare | Gick inte vidare | Gick inte vidare |
| 14        | 20 | Yuuki Tanaka        | Japan            | 103,21     | 12         | 91,78      | 2          | 91,78      | 20         | 101,90           | 4                | 14               | Gick inte vidare | Gick inte vidare | Gick inte vidare |
| 15        | 17 | Noel Hendrick       | Irland           | 98,64      | 10         | 90,68      | 2          | 90,68      | 19         | 102,46           | 4                | 15               | Gick inte vidare | Gick inte vidare | Gick inte vidare |
| 16        | 14 | Mathis Soudi        | Marocko          | 89,90      | 0          | 89,45      | 2          | 89,45      | 16         | 104,11           | 8                | 16               | Gick inte vidare | Gick inte vidare | Gick inte vidare |
| 17        | 23 | Salim Jemai         | Tunisien         | 101,11     | 6          | 90,03      | 0          | 90,03      | 17         | 106,68           | 2                | 17               | Gick inte vidare | Gick inte vidare | Gick inte vidare |
| 18        | 4  | Peter Kauzer        | Slovenien        | 90,93      | 2          | 88,84      | 2          | 88,84      | 14         | 142.80           | 50               | 18               | Gick inte vidare | Gick inte vidare | Gick inte vidare |
| 19        | 10 | Finn Butcher        | Nya Zeeland      | 86,35      | 0          | 142,08     | 54         | 86,35      | 7          | 146,40           | 56               | 19               | Gick inte vidare | Gick inte vidare | Gick inte vidare |
| 20        | 18 | Pepe Gonçalves      | Brasilien        | 86,64      | 0          | 90,71      | 4          | 86,64      | 8          | 147,09           | 56               | 20               | Gick inte vidare | Gick inte vidare | Gick inte vidare |
| 21        | 19 | Alex Baldoni        | Kanada           | 95,18      | 2          | 97,25      | 4          | 95,18      | 21         | Gick inte vidare | Gick inte vidare | Gick inte vidare | Gick inte vidare | Gick inte vidare | Gick inte vidare |
| 22        | 24 | Yves Bourhis        | Senegal          | 150,11     | 56         | 97,85      | 2          | 97,85      | 22         | Gick inte vidare | Gick inte vidare | Gick inte vidare | Gick inte vidare | Gick inte vidare | Gick inte vidare |
| 23        | 21 | Wu Shao-hsuan       | Kinesiska Taipei | 101,22     | 6          | 99,45      | 2          | 99,45      | 23         | Gick inte vidare | Gick inte vidare | Gick inte vidare | Gick inte vidare | Gick inte vidare | Gick inte vidare |
| 24        | 22 | Andy Barat          | Komorerna        | 105,82     | 4          | 107,59     | 2          | 105,82     | 24         | Gick inte vidare | Gick inte vidare | Gick inte vidare | Gick inte vidare | Gick inte vidare | Gick inte vidare |